# Ruandopsis kayovea
Ruandopsis kayovea är en insektsart som beskrevs av Rauno E. Linnavuori 1978. Ruandopsis kayovea ingår i släktet Ruandopsis och familjen dvärgstritar. Inga underarter finns listade i Catalogue of Life.